# Anna Torrentà i Costa
Anna Torrentà i Costa (Ordis, Alt Empordà, 1972), alcaldessa d'Ordis i política d'Esquerra Republicana de Catalunya i diputada al Parlament de Catalunya.